# عملية الاحتباس الحراري

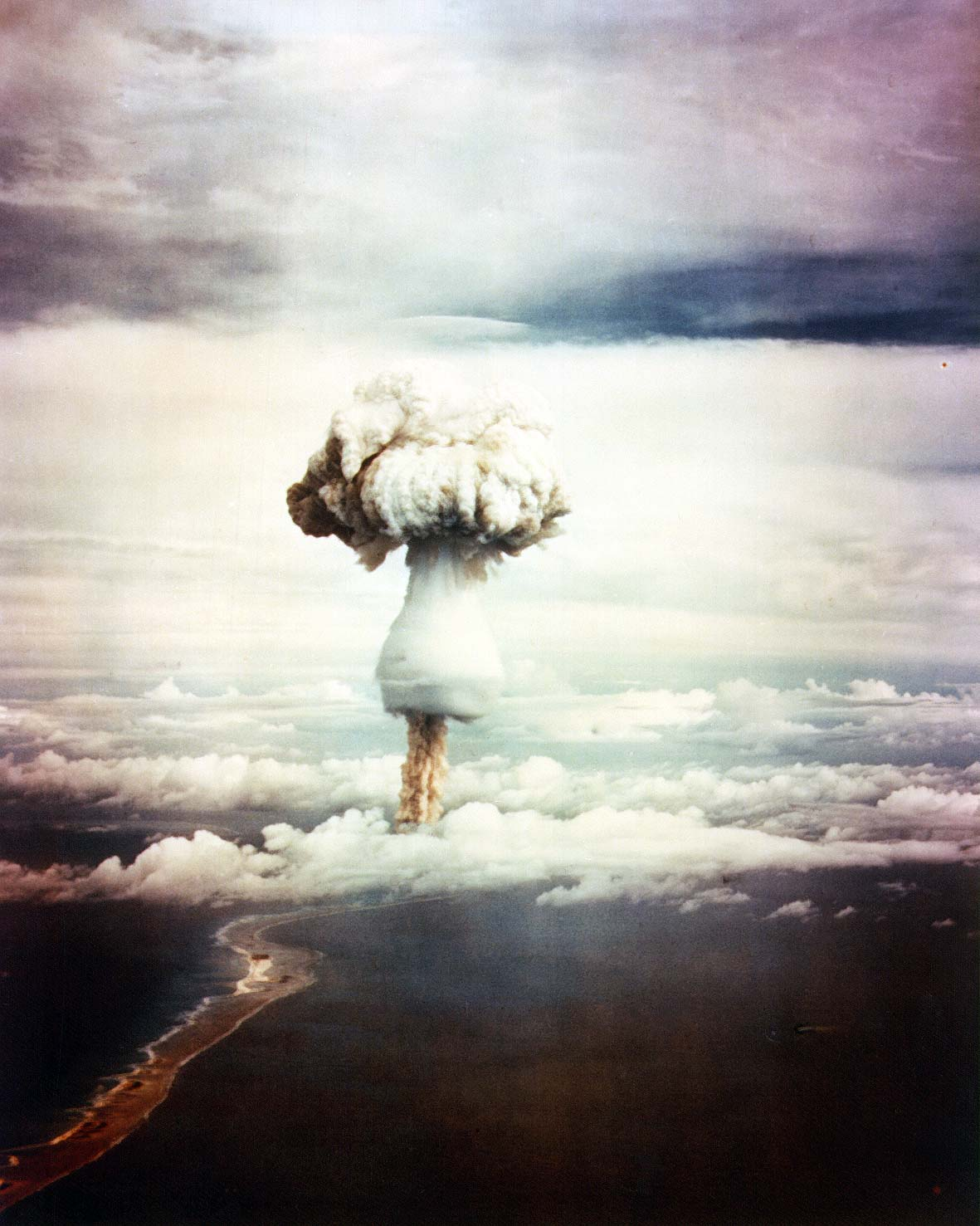
عملية الاحتباس الحراري

عملية الاحتباس الحراري (بالإنجليزية: Operation Greenhouse)‏ هي سلسلة من التجارب النووية الأمريكية الخامسة والتي أجريت في عام 1951 وأول اختبار للمبادئ التي من شأنها تطوير أسلحة نووية حرارية (قنابل الهيدروجين).
تم تركيب جميع الأجهزة في أبراج فولاذية كبيرة لمحاكاة البوارج الهوائية في منطقة باسيفيك بروفينغ جراوند وبالتحديد في جزر إنويتاك أتول.
هذه السلسلة من اختبارات الأسلحة النووية سبقتها عملية الحارس وعملية باستر جانجلي.
عرضت عملية الاحتباس الحراري تصاميم جديدة وفتاكة للأسلحة النووية حيث كانت الفكرة الرئيسية هي تقليل الحجم والوزن والأهم تقليل كمية المواد الانشطارية اللازمة للأسلحة النووية مع زيادة القوة التدميرية.
مع أول تجربة نووية للاتحاد السوفييتي قبل عام ونصف العام من العملية بدأت الولايات المتحدة بتخزين التصاميم الجديدة قبل أن تثبت بالفعل وهذا كان نجاح العملية وتعد أمر حيوي.
تم بناء عدد من المباني المستهدفة بما في ذلك المخازن والمنازل والمصانع في جزيرة من جزر مارشال لاختبار آثار الأسلحة النووية.